# Longueil-Annel
Longueil-Annel és un municipi francès, situat al departament de l'Oise i a la regió dels Alts de França. L'any 2007 tenia 2.287 habitants.

## Demografia

### Població
El 2007 la població de fet de Longueil-Annel era de 2.287 persones. Hi havia 840 famílies de les quals 227 eren unipersonals (74 homes vivint sols i 153 dones vivint soles), 257 parelles sense fills, 283 parelles amb fills i 73 famílies monoparentals amb fills.
La població ha evolucionat segons el següent gràfic:
Habitants censats

### Habitatges
El 2007 hi havia 955 habitatges, 877 eren l'habitatge principal de la família, 15 eren segones residències i 63 estaven desocupats. 775 eren cases i 180 eren apartaments. Dels 877 habitatges principals, 586 estaven ocupats pels seus propietaris, 274 estaven llogats i ocupats pels llogaters i 16 estaven cedits a títol gratuït; 8 tenien una cambra, 92 en tenien dues, 192 en tenien tres, 280 en tenien quatre i 305 en tenien cinc o més. 552 habitatges disposaven pel capbaix d'una plaça de pàrquing. A 421 habitatges hi havia un automòbil i a 309 n'hi havia dos o més.

### Piràmide de població
La piràmide de població per edats i sexe el 2009 era:
| Homes | Edats   | Dones |
| ----- | ------- | ----- |
| 0     | 95 o +  | 0     |
| 0     | 90 a 94 | 4     |
| 12    | 85 a 89 | 20    |
| 8     | 80 a 84 | 21    |
| 28    | 75 a 79 | 56    |
| 64    | 70 a 74 | 76    |
| 40    | 65 a 69 | 37    |
| 70    | 60 a 64 | 66    |
| 55    | 55 a 59 | 48    |
| 67    | 50 a 54 | 68    |
| 80    | 45 a 49 | 93    |
| 66    | 40 a 44 | 62    |
| 89    | 35 a 39 | 85    |
| 94    | 30 a 34 | 102   |
| 73    | 25 a 29 | 61    |
| 97    | 20 a 24 | 76    |
| 74    | 15 a 19 | 68    |
| 82    | 10 a 14 | 100   |
| 83    | 5 a 9   | 95    |
| 44    | 0 a 4   | 85    |

## Economia
El 2007 la població en edat de treballar era de 1.471 persones, 1.004 eren actives i 467 eren inactives. De les 1.004 persones actives 880 estaven ocupades (495 homes i 385 dones) i 124 estaven aturades (52 homes i 72 dones). De les 467 persones inactives 125 estaven jubilades, 173 estaven estudiant i 169 estaven classificades com a «altres inactius».

### Ingressos
El 2009 a Longueil-Annel hi havia 943 unitats fiscals que integraven 2.349 persones, la mediana anual d'ingressos fiscals per persona era de 16.664 €.

### Activitats econòmiques
Dels 110 establiments que hi havia el 2007, 3 eren d'empreses alimentàries, 1 d'una empresa de fabricació de material elèctric, 1 d'una empresa de fabricació d'elements pel transport, 3 d'empreses de fabricació d'altres productes industrials, 20 d'empreses de construcció, 17 d'empreses de comerç i reparació d'automòbils, 30 d'empreses de transport, 7 d'empreses d'hostatgeria i restauració, 6 d'empreses financeres, 5 d'empreses immobiliàries, 5 d'empreses de serveis, 8 d'entitats de l'administració pública i 4 d'empreses classificades com a «altres activitats de serveis».
Dels 29 establiments de servei als particulars que hi havia el 2009, 1 era una oficina de correu, 2 tallers de reparació d'automòbils i de material agrícola, 2 paletes, 4 guixaires pintors, 2 fusteries, 4 lampisteries, 2 electricistes, 3 empreses de construcció, 2 perruqueries, 6 restaurants i 1 agència immobiliària.
Dels 9 establiments comercials que hi havia el 2009, 1 era un hipermercat, 3 fleques, 2 carnisseries, 1 una botiga d'equipament de la llar, 1 una sabateria i 1 una joieria.

## Equipaments sanitaris i escolars
L'únic equipament sanitari que hi havia el 2009 era una farmàcia.
El 2009 hi havia 1 escola maternal i 1 escola elemental.

## Poblacions més properes
El següent diagrama mostra les poblacions més properes.